# Primeira ascensão
A primeira como é chamada  uma "primeira ascensão", designa em montanhismo:
- uma primeira escalada registrada ao topo de uma montanha, ou
- a primeira vez que se abre uma via de montanha particular, uma nova via para alcançar o cimo ou uma nova via para atravessar uma determinada dificuldade no percurso.[1]

As primeiras ascensões são notáveis porque; são escaladas que implicam uma verdadeira exploração; e em segundo lugar eram feitos com o vestuário e utensílios do dia-a-dia, no máximo com a uma corda e uma picareta. Os riscos são maiores e os desafios maiores que em escaladas posteriores.

## APrimeira
A primeira, Primeira é a da célebre data do 8 de Agosto de 1786 pois foi nesse dia que pela primeira vez um homem de montanha que era Jacques Balmat, levou o doutor Michel Paccard ao cume do Monte Branco. Todos se acordam e afirmar que foi a partir daí que começou o alpinismo, instigado por Horace-Bénédict de Saussure, um aristocrata, naturalista e geólogo suíço que pretendia fazer medidas no seu cimo, Ele mesmo sobe ao cume um ano mais tarde, a 3 de Agosto de 1787, onde faz construir um barracão para calcular a sua altitude.

## Primeira invernal
A primeira invernal é um caso ainda mais particular da ascensão invernal pois reúne as dificuldades de uma primeira ascensão e do inverno, juntando assim as dificuldades inerentes a cada uma destas situações.

## Imagens

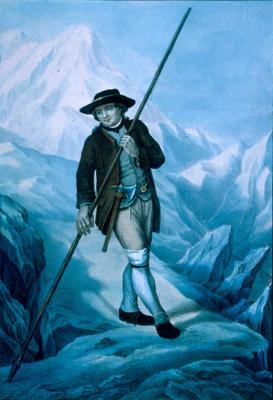
O piolet de Jacques Balmat
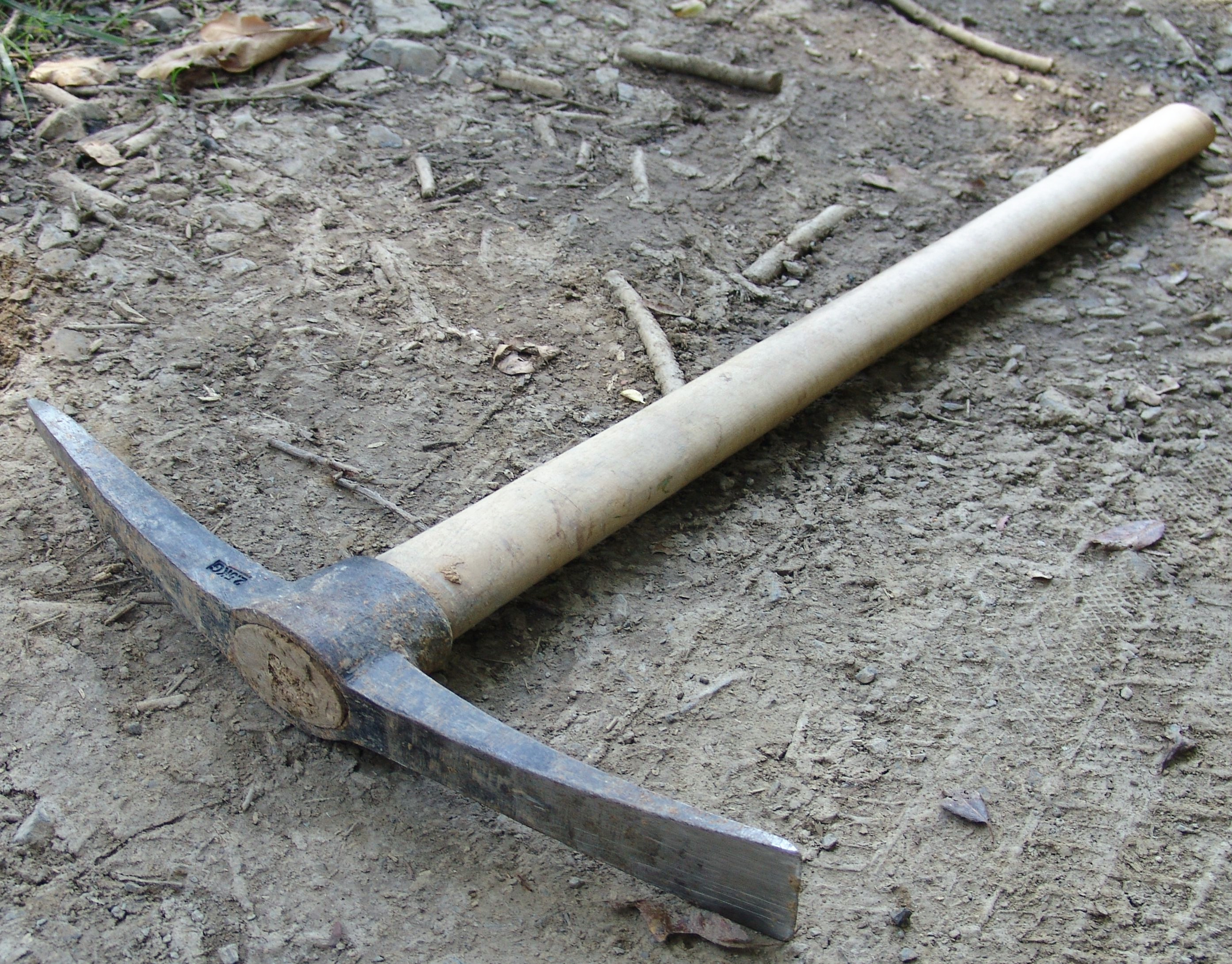
O antepassado do piolet actual